# Gåvetorp

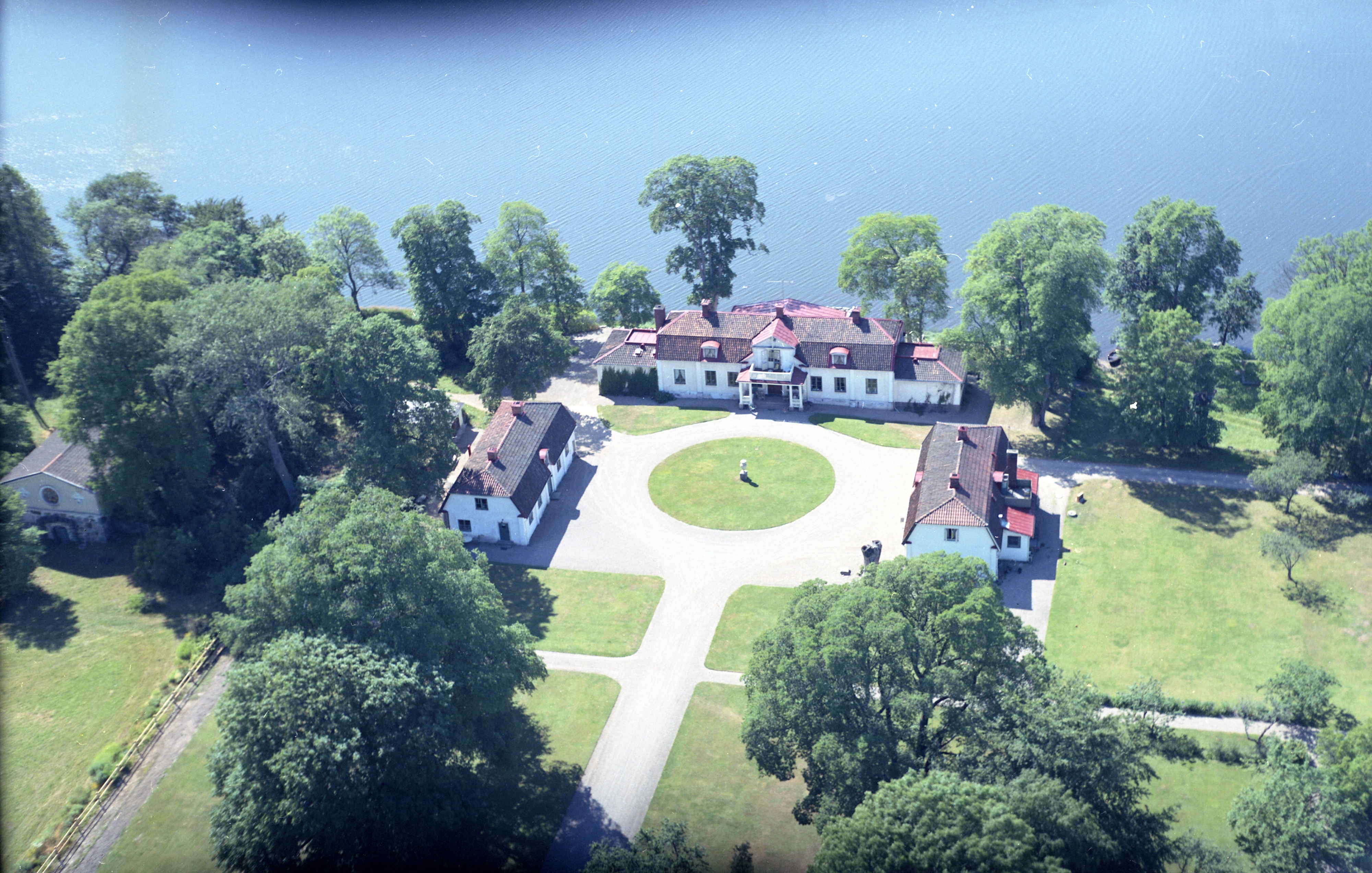
Herresäte Gåvetorp

Gåvetorp är en herrgård vid Dansjön i Lekaryds socken i Alvesta kommun i Småland.
Under medeltiden bestod Gåvetorp av två frälsehemman. De slogs samman i slutet av 1500-talet. Den nuvarande huvudbyggnaden uppfördes 1803 i gustaviansk stil av den dåvarande ägaren, Sofia Lovisa Mörner. Den byggdes förmodligen på källaren av en äldre byggnad. Flyglarnas exakta ålder är inte känd men de antas vara uppförda vid 1700-talets slut. Vid denna tid tillkom även ett tegelbruk på gården. Gåvetorp blev byggnadsminne 1999. 
Gåvetorps gårdsmiljö utmärks av det sammantagna byggnadsbeståndet, som består av ett flertal byggnader från mitten av 1800-talet. Detaljer hos byggnaderna är ofta utförda med stor omsorg. Till säteriet hör bland annat mejeri, potatiskällare, sädesmagasin, ladugård, smedja och svinstallar. Gården ligger vid södra stambanan och har tidigare haft egen järnvägsstation, denna byggnad är dock riven. Gården hade även en kvarn belägen i Åäng. Kvarnruinen finns fortfarande att beskåda. Strax söder om herrgårdsbyggnaden fanns förr en vacker engelsk park.